# Campos de Sport de El Sardinero

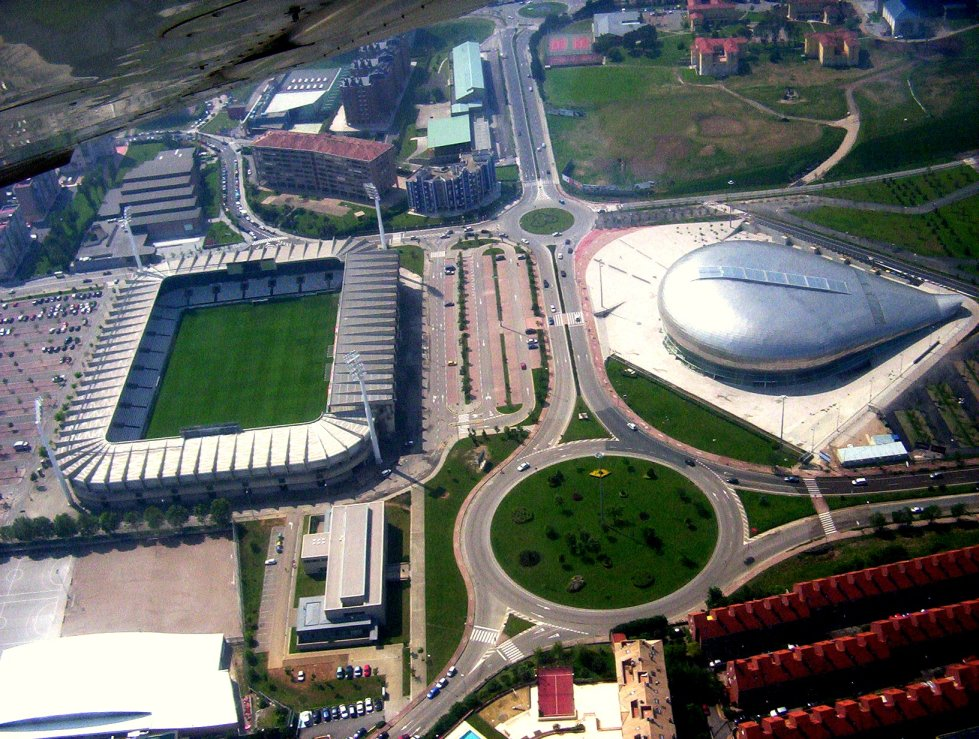
Luftbild des El Sardinero (links) und des Palacio de Deportes de Santander

Der Campos de Sport de El Sardinero (kurz: El Sardinero) ist das städtische Fußballstadion der spanischen Stadt Santander; der größten Stadt der im Norden gelegenen Autonomen Gemeinschaft Kantabrien. Der Fußballclub Racing Santander ist in der Spielstätte beheimatet. Den Besuchern stehen 22.222 Sitzplätze zur Verfügung.

## Geschichte

### Das alte Estadio El Sardinero
Mit der Gründung von Racing Santander am 14. Juni 1913 war das erste El Sardinero, dass im Februar des Jahres fertiggestellt wurde, die Heimstätte des Vereins. Damals bestand die Spielort aus einer schmalen Haupttribüne, zwei überdachten Hintertorrängen und der offenen Gegengeraden. Der Name des Stadions geht auf den Stadtteil El Sardinero der Stadt Santander zurück. Die alte Heimat von Racing lag nur rund 30 Meter von den weitläufigen Sandstränden des Golf von Biscaya entfernt. In der Saison 1952/53 kaufte der Verein die Anlage von der Stadt für 3,5 Millionen Peseten ab.
Bis 1961 tat sich seit der Eröffnung wenig im El Sardinero, dann baute man eine neue Haupttribüne. Der, aus Fertig-Betonteilen errichtete, 80 Meter lange Rang hatte eine geschwungene Dachkonstruktion; die sich über den Bau wölbte. 1984 verkaufte Racing das Stadion zurück an die Stadt und man begann gemeinsam mit der Planung für ein neues Stadion. Am 15. Mai 1988 fand das letzte Spiel von Racing Santander im alten Stadion statt. Racing trennte sich in einem Spiel der Segunda División mit 0:0 vom FC Granada. Der Abriss des El Sardinero begann am 17. Juni des Jahres. Er dauerte zwölf Tage und hinterließ 50.000 Tonnen Bauschutt. Heute erinnert am alten Standort ein Gedenkstein aus Marmor im Parque de Mesones an die frühere Heimat von Racing Santander.

### Campos de Sport de El Sardinero
Das neue Stadion feierte am 20. August 1988 seine Einweihung. Der damalige Vereinspräsident Emilio Bolado und der ehemalige Bürgermeister Manuel Huerta der Stadt eröffneten gemeinsam den Neubau. Das erste Spiel bestritten die Hausherren gegen Real Oviedo. Die Spielstätte liegt, mit rund 300 Meter Entfernung, immer noch nahe dem Strand. Das Stadion besteht aus vier miteinander verbundenen Rängen; die komplett mit Sitzplätzen bestückt und überdacht sind. Das Spielfeld ist durch einen Graben von den Zuschauerplätzen getrennt; so kann auf Zäune verzichtet werden. Das Dach der Haupttribüne liegt erhöht und überragt die drei anderen Ränge leicht. Die Bestuhlung ist in den Farben der Stadt in Weiß und Blau gehalten; die Masten der Flutlichtanlage ragen, außerhalb der vier Stadionecken, in die Höhe. 1999 erhielt das Stadion zwei elektronische Anzeigetafel; die am Dachrand der Hintertortribünen montiert wurden.
Im Stadion ist der Verein mit seiner Verwaltung und ein Fanshop untergebracht. Des Weiteren stehen ein Fitnessstudio, Sauna, medizinische Räume und Massageraum bereit. Östlich des Stadions hinter der Gegentribüne liegt eine große Parkplatzfläche. 2003 wurde in direkter Nachbarschaft die Mehrzweckhalle Palacio de Deportes de Santander mit 6000 bis 10.000 Plätzen eröffnet. Sie wird neben Konzerten und andere Veranstaltungen hauptsächlich für Handball und Basketball genutzt. 2008 erfolgte eine Renovierung des El Sardinero, nachdem der Verein den UEFA-Pokal erreichte. Die Stehplätze wurden in Sitzplätze umgewandelt und die Logen renoviert. Das Flutlicht musste nachgerüstet werden, um der Anforderung von 1200 Lux der UEFA zu genügen. Der Bereich der Behindertenplätze wurde verbessert und ein Spielertunnel aus brandgeschütztem Material montiert. Die Einrichtungen für die Pressevertreter wurden erweitert und erneuert. Es wurden weiterhin ein Presseraum mit 50 Plätzen für die Journalisten geschaffen und die Mixed Zone wurde vergrößert.
Im November 2022 stellte Racing Santander erste Pläne und Skizzen für den Umbau des Stadions vor. Für 4,5 Mio. Euro soll sich die Renovierung u. a. auf die Verbesserung des Fanerlebnisses und die Motivation des Teams konzentrieren. Ein Schwerpunkt liegt auf der Nachhaltigkeit des Stadions. An der Fassade des El Sardinero soll es einen „vertikalen Garten“ geben. Finanziert sollen die Baumaßnahmen über vier Jahre von Racing und der Stadt Santander.

## Länderspiele
Sechs der insgesamt sieben Länderspiel der spanischen Fußballnationalmannschaft der Männer in Santander wurden im neuen Stadion der Stadt ausgetragen.
- 27. Mär. 1991:  Spanien –  Ungarn 2:4 (Freundschaftsspiel)
- 09. Sep. 1992:  Spanien –  England 1:0 (Freundschaftsspiel)
- 03. Juni 1998:  Spanien –  Nordirland 4:1 (Freundschaftsspiel)
- 09. Okt. 2004:  Spanien –  Belgien 2:0 (WM 2006-Qualifikation)
- 03. Sep. 2005:  Spanien –  Kanada 2:1 (Freundschaftsspiel)
- 04. Juni 2008:  Spanien –  Vereinigte Staaten 1:0 (Freundschaftsspiel)